# Beatriz Corredor Sierra
María Beatriz Corredor Sierra (Madrid, 1 de juliol de 1968) és una jurista i política espanyola, que ocupà el Ministeri d'Habitatge, i des de febrer de 2020 presidenta de Red Eléctrica de España.

## Biografia
Va estudiar dret a la Universitat Autònoma de Madrid, en la qual es va llicenciar el 1991. El 1993 va esdevenir Registradora de la Propietat i fou directora del Servei d'Estudis Registrals de Castella-La Manxa entre 2002 i 2007. Així mateix fou vocal-registradora del Tribunal d'Oposicions al Cos de Registres de la Propietat i Mercantils d'Espanya, sent la primera dona a ocupar aquest càrrec.

## Activitat política
Afiliada al Partit Socialista Obrer Espanyol (PSOE) des de l'any 2003, ha estat secretària de Dona i Igualtat en l'agrupació local de San Blas a la mateixa ciutat de Madrid.
En les eleccions municipals espanyoles de 2007 ocupà el lloc número 20 en la llista socialista a Madrid encapçalada per Miguel Sebastián Gascón. Va ser regidora entre setembre de 2007 i 2008. El 14 d'abril de 2008 va prendre possessió del Ministeri d'Habitatge d'Espanya en la constitució de la IX Legislatura presidit per José Luis Rodríguez Zapatero del que fou remoguda, juntament amb la desaparició del ministeri, el 20 d'octubre de 2010 en una àmplia remodelació del govern.

## Activitat professional
Des del 25 de febrer de 2020 ocupa el càrrec de presidenta de l'empresa Red Eléctrica de España (Grupo Red Eléctrica y del Consejo de Administración de Red Eléctrica Corporación, S.A.) que desenvolupa l'explotació unificada del transport d'electricitat a tot España. És registradora de la propietat en excedència, professora associada de Dret Civil, professora associada a ETSAM, vicepresidenta del Real Patronato del Museo Nacional Centro de Arte Reina Sofía, mentora de la Fundación Endeavor España i, membre del Consejo Asesor de AlumniUAM.